# 國際陰陽人團結日
國際間性人紀念日（英語：Intersex Day of Remembrance），亦稱國際陰陽人團結日（英語：Intersex Solidarity Day），是一個國際公認的公民意識日，其目的在於凸顯間性者所面臨的問題。自 2005 年起，國際間性人組織將法國間性人赫爾克林·巴賓的生日11月8日確定為國際陰陽人團結日。巴爾班的回憶錄後來由米歇爾・福柯（Michel Foucault）加以整理並出版，書名為《赫丘利娜・巴賓：一位 19 世紀法國雌雄同體者的新近發現回憶錄》（Herculine Barbin: Being the Recently Discovered Memoirs of a Nineteen Herphth-century French）。

## 歷史
活動似乎始於 2005 年 11 月 8 日，最初定名為 「陰陽人團結日」，由當時國際間性人組織（Organisation Intersex International，OII）加拿大代表喬艾勒 - 瑟西・拉拉梅（Joëlle-Circé Laramée）發起並發出邀請。該組織邀請各團體、組織及個人透過紀念赫爾克林·巴賓的生平，或討論間性生殖器閹割、二元性別體系的暴力性，以及性別二元結構中隱含的性別歧視等議題，以表達對間性者的支持與團結。

### 文獻
1. http://www.oii.tw/Home/ISD （页面存档备份，存于）
2. https://www.facebook.com/oii.chinese/posts/530810073600158

### 腳註
1. 1 2  . Organisation Intersex International.   [2017-01-10]. （原始内容存档于2006-02-06）.

## 外部連結
- 國際陰陽人組織中文版（页面存档备份，存于）